# Porphyrinogène
Le porphyrinogène, ou calix[4]pyrrole, est une forme réduite de la porphine dont dérivent structurellement diverses porphyrines constituant des intermédiaires métaboliques de la biosynthèse de l'hème.
Les porphyrinogènes sont, par extension, une famille de molécules issues de la réduction des porphyrines ; dépourvues de fluorescence, contrairement à ces dernières, elles peuvent redonner la porphyrine d'origine par simple oxydation à l'air libre — d'où leur nom de « porphyrinogène ».